# چرنوسکو لمباردون
چرنوسکو لمباردون (به ایتالیایی: Cernusco Lombardone) یک کومونه در ایتالیا است که در استان لکو واقع شده‌است. چرنوسکو لمباردون ۳٫۸ کیلومتر مربع مساحت و ۳٬۸۶۳ نفر جمعیت دارد.